# Pseudamnicola anteisensis
Pseudamnicola anteisensis é uma espécie de gastrópode  da família Hydrobiidae.
É endémica de França. Surgiu a cerca de 500 anos.